# وزرگ فرمدار

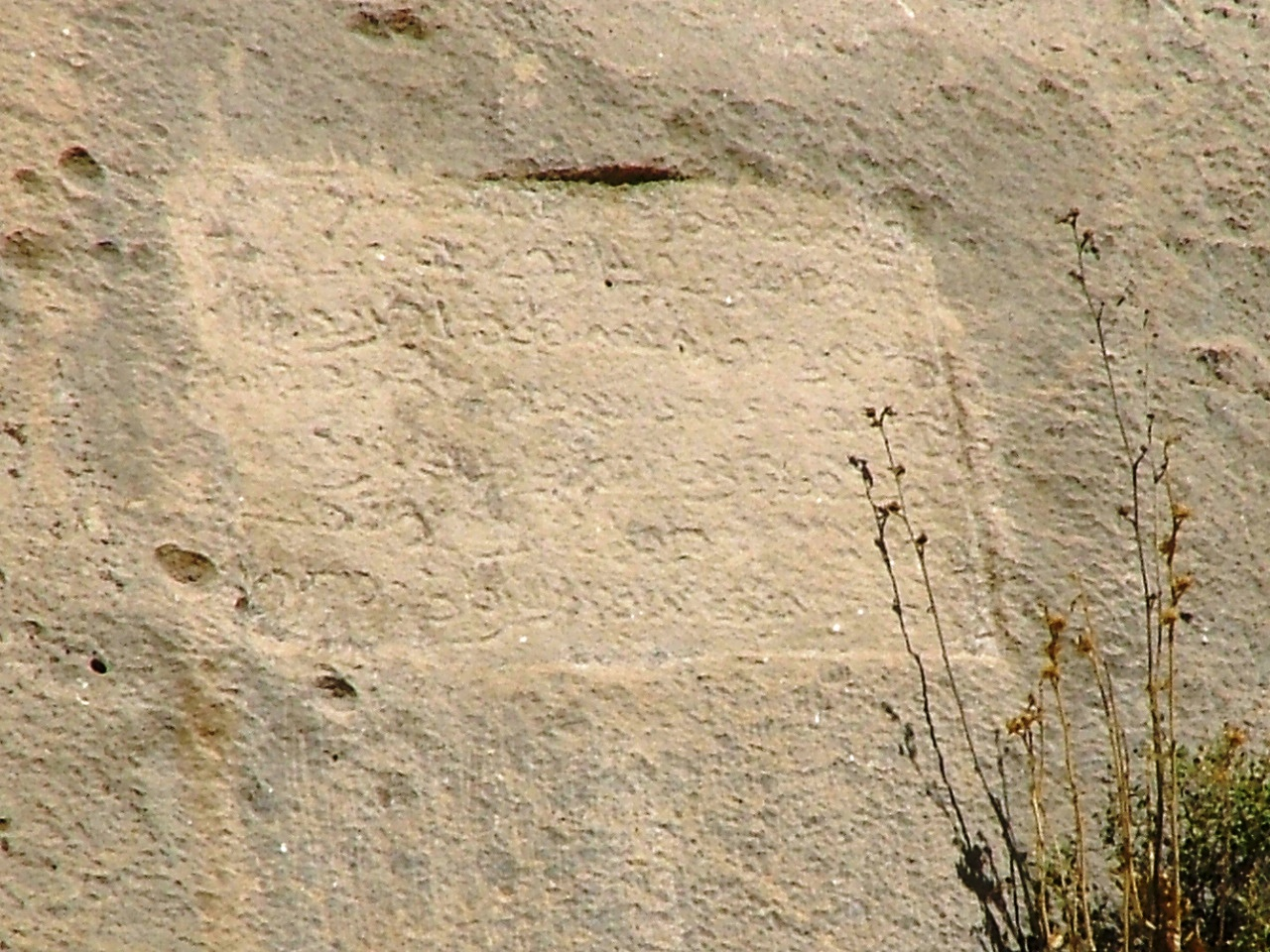
سنگ‌نبشته‌ی مهر نسه در فیروزآباد فارس. مهر نسه در دوران یزدگرد نخست به مقام وزرگ فرمداری منصوب شد.

وُزُرگ فَرمَدار والاترین مقام رسمی در دربار ساسانی بود که آن را برابر با «وزیر اعظم» در دوران خلافت عباسی دانسته‌اند. این مقام را پس از پادشاه، والاترین مقام دانسته و حتی از موبد موبدان برتر دانسته‌اند.
- کریستن سن باور دارد:

منصب وزارت اعظم که خلفا برقرار کردند و در میان دول اسلامی متداول گردید، تقلید مستقیم از مقام وزرگ فرمذار ساسانیان بوده‌است؛ از این سبب تحقیقاتی که دانشمندان عرب در اصول سیاست کرده‌اند و آنچه در باب مقام و منصب وزیر بزرگ گفته‌اند، عموماً در حق وزرگ فرمذار عهد ساسانی صحیح است.
همچنین برخی «بزرگمهر» را نیز گونهٔ تغییر یافتهٔ این واژه دانسته‌اند.
در متن فارسی میانهٔ سورسخن در دربار شاهی، رتبه و جایگاه وُزُرگ فَرمَدار، فقط از شاهنشاه و شاهزادهٔ ولیعهد پایین‌تر است، در حالی که سپاهبد (:فرماندهٔ ارشد نظامی)، شهردادور (:قاضی شاهی)، مغان اندرزبد (:رئیس شورای روحانیون زرتشتی)، هزاربد (:فرماندهٔ هزار سرباز) و درون‌یاز (:برگزارکنندهٔ مراسم درون)، همگی در مرتبهٔ پایین‌تری از وی قرار دارند.

## فهرست وُزُرگ فَرمَداران ساسانی
دارندگان شناخته‌شدهٔ این مقام به قرار زیر می‌باشند:
| ساسانیان |              |                       |
| ترتیب    | وزرگ فرمذار  | شاهنشاه               |
| ۱        | ابرسام       | اردشیر بابکان         |
| ۲        | خسرو یزدگرد  | یزدگرد یکم            |
| ۳        | مهرنرسه      | یزدگرد یکم بهرام پنجم |
| ۴        | سورن پهلو    | بهرام پنجم            |
| ۵        | بزرگمهر      | خسرو یکم قباد یکم     |
| ۶        | ایزدگشنسپ    | خسرو یکم              |
| ۷        | پیروز خسرو   | قباد دوم اردشیر سوم   |
| ۸        | ماه‌آذر گشنسپ | اردشیر سوم            |
| ۹        | فرخ‌هرمز      | بوران‌دخت              |